# ليتليست بيت شوب (مسلسل 2012)
أغاني الحرية (بالإنجليزية: Songs of Freedom)‏هو سلسلة وثائقية للفنون الأدائية الكندية، عُرضت على قناة فيجن تي في في عام 2015. بطولة المطربة الأوبرالية مياشا بريغيرغوسمان، وأُنتجت للاحتفال بشهر التاريخ الأفريقي الأمريكي. تتكون السلسلة من عرض مباشر خاص بمدة 90 دقيقة لبريغيرغوسمان تقديم برنامج من الأغاني الروحية الأمريكية الأفريقية، تليها سلسلة وثائقية مكونة من أربعة أجزاء عن بريغيرغوسمان تستكشف فيها تراثها الأفريقي. يستلهم عنوان السلسلة من كلمات أغنية "ريدمبشن سونغ" لبوب مارلي.
حازت السلسلة على أربع ترشيحات لجوائز الشاشة الكندية في الدورة الرابعة من الجوائز في عام 2016. وفازت بثلاث جوائز، بما في ذلك جائزة أفضل إخراج في برنامج وثائقي (بربارا ويليس سويت)، وجائزة أفضل تحرير في برنامج وثائقي (ديفيد نيو)، وجائزة أفضل صوت في برنامج غير روائي (بيتر سوادي، ديفيد روز، إل. ستو يونج، لو سولاكوفسكي، مارتن جوين جونز، كريستين هنتر وجين تاترسول).

## وصلات خارجية
ليتليست بيت شوب  في قاعدة بيانات الأفلام على الإنترنت (بالإنجليزية)